# Texasnattskatta
Texasnattskatta (Solanum dillenianum) är en potatisväxtart som beskrevs av Polg. Texasnattskatta ingår i släktet skattor som ingår i familjen potatisväxter. Arten förekommer tillfälligt i Sverige, men reproducerar sig inte.